# Noyades di Nantes

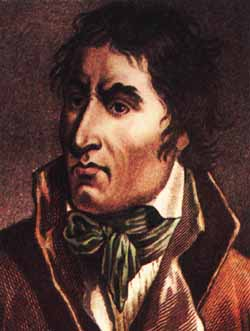
Il commissario Jean Baptiste Carrier

Le noyades (in italiano "annegamenti") furono uno dei sistemi adottati dai commissari della Convenzione Nazionale mandati in Vandea per reprimere l'insurrezione e porre fine alla guerra civile scoppiata nel marzo del 1793.

## Contesto storico
A seguito della battaglia di Nantes, la Convenzione Nazionale aveva decretato che bisognava porre fine all'insurrezione vandeana così dall'agosto 1793 prese una serie di provvedimenti, anche particolarmente duri, per porre fine alla guerra civile.
Il 14 agosto 1793 la Convenzione ordinò così a Jean Baptiste Carrier, di andare a Nantes per creare un tribunale rivoluzionario e giudicare i prigionieri vandeani e tutti quelli che si opponevano alla repubblica. Arrivato a Nantes in autunno, Carrier trovò la città particolarmente provata dalla guerra e per questo non riuscì a trovare molti uomini per istituire il suo tribunale. Ne reclutò solo una cinquantina che pagava 10 livres all'ora: questi formavano la "Compagnia Marat" (in francese "Compagnie Marat"), di cui facevano parte sanculotti e altri emigrati reclutati nel porto di Nantes. Nell'ottobre 1793 vennero portati nelle carceri di Nantes circa 10.000 vandeani e altrettanti arrivarono dopo la battaglia di Savenay a dicembre. Il numero elevato di prigionieri portò al sovraffollamento delle carceri, che non riuscivano più a contenere i detenuti; inoltre le scarse condizioni igieniche in cui venivano tenuti i prigionieri fecero scoppiare epidemie come il tifo, che uccisero migliaia di persone e misero a rischio tutta la città.

## Le "noyades"
Tra il novembre e il dicembre 1793, furono ghigliottinate 144 persone con l'accusa di essere complici dei vandeani e furono fucilati 2.600 vandeani (con una media di 200 fucilazioni al giorno); nonostante tutto le fucilazioni non erano sufficienti a giustiziare tutti i condannati così da liberare le carceri e scongiurare la diffusione di un'epidemia. 

Carrier pensò, allora, di trovare un metodo più rapido per giustiziare in massa i condannati, e ideò le cosiddette "Noyades" (in italiano "annegamenti"): i condannati venivano legati per le mani e per i piedi e fatti salire su alcune barche, che partivano da Chantenay-sur-Loire e si posizionavano al centro della Loira, dove il fondale era più profondo. A quel punto gli uomini della Compagnia Marat procuravano delle falle sotto la linea di galleggiamento e in tal modo la barca affondava, portando con sé i condannati. Quelli che riuscivano a galleggiare, o che riuscivano a liberarsi, venivano uccisi a colpi di lancia.
Un testimone del processo di Carrier, Guillaume-François Laennec (figlio di René Laennec) affermò: «All'inizio gli annegamenti si facevano di notte, ma il Comitato Rivoluzionario non tardò a familiarizzarsi con il crimine; diventò più crudele e da questo momento gli annegamenti si fecero in pieno giorno [...] All'inizio gli individui venivano annegati con i loro abiti, ma in seguito il Comitato, spinto dall'avidità e dalla raffinatezza della crudeltà, spogliava dei vestiti quelli che voleva immolare alle diverse passioni che l'animavano. Bisogna anche che vi parli del "matrimonio repubblicano", che consisteva nel legare insieme, sotto le ascelle, un giovane e una giovane completamente nudi e precipitarli così nelle acque [...]».

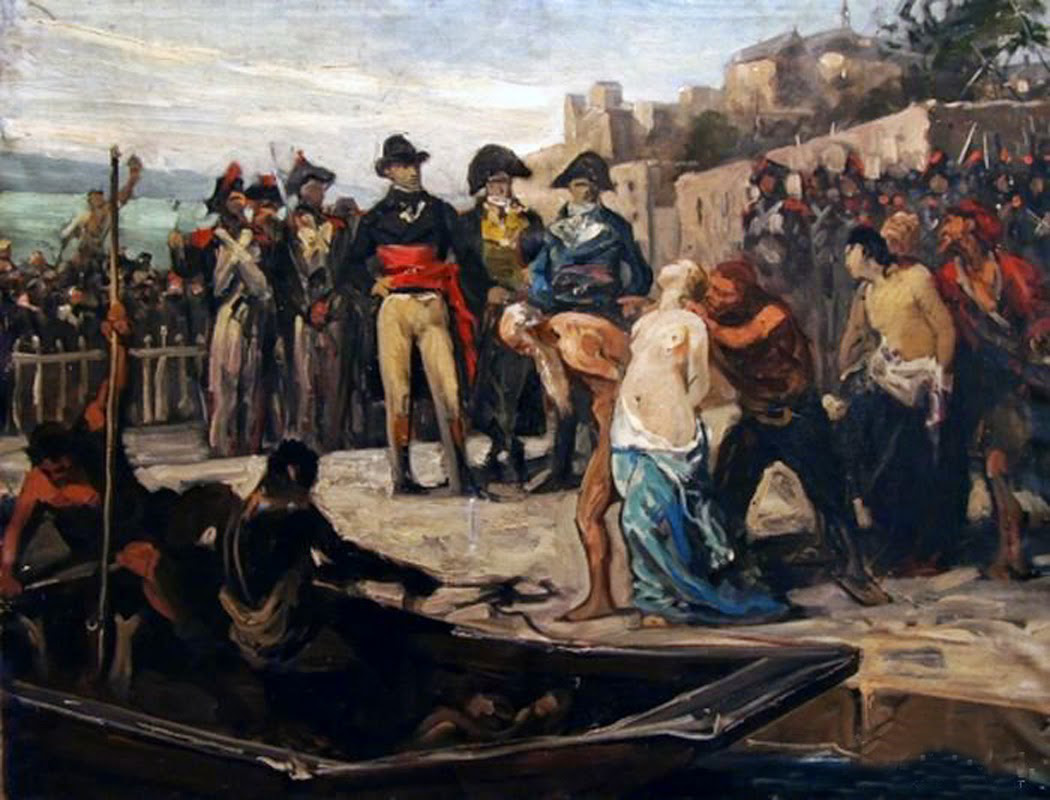
"Les noyades de Nantes en 1793", dipinto di Joseph Aubert, 1882

La prima noyade avvenne nella notte tra il 16 e il 17 novembre 1793, le vittime furono 90 sacerdoti che facevano parte di un gruppo di 160 preti refrattari che per l'eccessiva vecchiaia o per problemi fisici non poterono essere mandati in Guyana e venivano spostati di continuo da un carcere all'altro di Nantes, Carrier ordinò quindi di ucciderli di nascosto utilizzando il nuovo metodo da lui inventato, morirono tutti annegati tranne quattro che riuscirono a liberarsi, di questi però tre furono trovati da una nave da guerra "Imposant" e quindi riaffidati agli uomini della Compagnia Marat che li faranno annegare in una successiva noyade; l'ultimo superstite invece, l'abbé Landot, eccellente nuotatore, riuscì a mettersi in salvo grazie ad una barca di pescatori che passava lì vicino. Di quel gruppo rimasero 58 preti refrattari, che arrivarono da Angers, e non ebbero sorte diversa da quella dei loro confratelli, Carrier infatti ordinò che: «Bisogna buttare in acqua questa gentaglia» così tra la notte tra il 9 e il 10 dicembre si compì la seconda noyade che questa volta non ebbe superstiti. Nel rapporto che inviò alla Convenzione, Carrier concluse ironicamente: «Che torrente rivoluzionario è la Loira!».
La terza noyade, detta "Le Bouffay", è più nota delle due precedenti. In questa noyade, avvenuta nella notte tra il 14 e il 15 dicembre 1793, persero la vita 129 prigionieri. Condotti da Jean-Jacques Goullin e Michel Moreau-Grandmaison, i "Marat" giunsero alla prigione di Le Bouffay completamente ubriachi, tanto che non si curarono minimamente di controllare gli elenchi dei condannati che dovevano far annegare e presero quindi dei prigionieri a caso. Questi furono spogliati dei loro vestiti, del denaro e degli altri loro oggetti personali e quindi furono legati in coppie ad una pietra. Imbarcati su una chiatta, si diressero a valle e fecero affondare la barca nei pressi di Trentemoult, dopo l'isola Cheviré.
La quarta noyade venne organizzata il 23 dicembre 1793 ed è attestata da alcune fonti, di cui due certe e attendibili, don Pierre Robin e Fouquet, che raccontano di circa 800 prigionieri di qualsiasi età e sesso caricati su due chiatte e affondate all'altezza di Chantenay-sur-Loire.
Dal 29 dicembre 1793 al 18 gennaio 1794 vennero organizzate le cosiddette "noyades dei galeotti". Per queste noyades furono utilizzate delle navi olandesi rimaste a Nantes in stato di fermo, che prelevarono i prigionieri dalla prigione dell'Entrepôt des cafés, in almeno due o forse tre spedizioni, prelevando ogni volta 200-300 detenuti tra uomini, donne e bambini. A questa seguì quella che probabilmente è stata l'ultima noyade organizzata sotto la direzione di Carrier, con lo scopo di svuotare definitivamente la prigione dell'Entrepôt des cafés; questa si svolse nella notte del 29 e del 30 gennaio 1794 e vi periranno circa 400 prigionieri.
Infine, l'ultima noyade venne organizzata il 27 febbraio 1794 nella baia di Bourgneuf. Secondo i rapporti ufficiali inviati alla Convenzione il 12 ottobre 1794, quest'ultima noyade fu ordinato dall'aiutante-generale Lefebvre ed avrebbe causato la morte di 41 persone: 2 uomini, fra cui un vecchio cieco di 78 anni; 12 donne; 12 ragazze e 15 bambini, di cui 10 con un'età compresa tra i 6 ai 10 anni e 5 erano neonati.

## Conseguenze
Le "noyades" continuarono fino al febbraio 1794, non vennero risparmiate neanche le donne e bambini, che venivano legati insieme alle loro madri, questi erano infatti i familiari che seguivano i soldati vandeani dalla Virée de Galerne.
Carrier non venne però arrestato in quest'occasione e anzi venne chiamato a Parigi per essere eletto segretario della Convenzione Nazionale. Fu poi ghigliottinato nel luglio 1794 per aver preso parte all'attacco contro Robespierre. Pierre Chaux che faceva parte del tribunale rivoluzionario, al processo contro il comitato rivoluzionario di Nantes, accuserà Carrier e gli altri membri del tribunale di non aver risparmiato donne e bambini e nella sua difesa dirà:
«Avevo impiegato molti miei amici ad allevare presso di loro parecchi di questi piccoli innocenti, e l'indomani, andando all'Entrepôt per prenderli, questi infelici non esistevano più. Erano stati tutti annegati e garantisco di averne visti il giorno prima in questo luogo più di 400 o 500. [...] Avendo ricevuto dalla Commissione Militare l'ordine di andare ad accertare la gravidanza di un numero di donne detenute all'Entrepôt, trovai una grande quantità di cadaveri sparsi tutt'attorno; vidi bimbi palpitanti immersi in buglioli colmi di escrementi umani. [...] Constato la gravidanza di trenta di queste donne; parecchie erano gravide da sette a otto mesi, Pochi giorni dopo ritorno per vedere tali donne, che il loro stato doveva salvare: queste sventurate erano state annegate [...]».
Non si conosce con esattezza il numero di persone giustiziate con le noyades e gli storici hanno pareri discordanti. È certo però che non furono meno di 2.800, secondo quanto scritto dallo stesso Carrier in una sua lettera, e la maggior parte degli storici ritiene che la cifra si aggiri attorno alle 4.800 persone.